# ألكسندر فيكتورينكو
ألكسندر فيكتورينكو هو رائد فضاء روسي ولد في 29 مارس 1947.